# جان تردول نیکولاس
جان تردول نیکولاس (انگلیسی: John Treadwell Nichols; ۱۱ ژوئن ۱۸۸۳ – ۱۰ نوامبر ۱۹۵۸) دانشمند در زمینه آبزی‌شناسی اهل ایالات متحده آمریکا بود.